# Локомотив (футбольный клуб, Оренбург)
«Локомотив» — бывший советский футбольный клуб из Оренбурга, участник соревнований команд мастеров в первой и второй лиге чемпионата СССР, четырёхкратный чемпион Оренбургской области.

## История
Основан не позднее 1937 года. Под 1924 годом в Оренбурге упоминается команда «Железнодорожник», однако её преемственность с последующим «Локомотивом» не установлена[уточнить]. В 1937—1940 годах «Локомотив» четыре года подряд побеждал в чемпионате Оренбургской области, в 1939 году также принимал участие в Кубке РСФСР среди коллективов физкультуры. В 1959 году участвовал в первенстве РСФСР среди КФК, но занял в своей зоне лишь шестое место среди семи участников.
В 1960 году «Локомотив» получил статус команды мастеров и был заявлен в соревнования класса «Б». В состав команды были приглашены сильнейшие футболисты Оренбурга, Орска, Бугуруслана, Медногорска, ряд игроков из Башкирии. Тренером был назначен Анатолий Евдокимович Литвинов. В 1961 году команда добивается наивысшего достижения — четвёртое место в зональном турнире класса «Б». В дальнейшем команда в течение 15 сезонов выступала в соревнованиях мастеров — в классе «Б» и второй лиге.
В межсезонье 1975/76 по решению областных властей «Локомотив» был расформирован, а его ведущие игроки и тренер перешли во вновь созданный клуб «Газовик» (ныне — «Оренбург»). Нынешний «Оренбург» считает датой своего основания 1976 год и не считает «Локомотив» своим юридическим предшественником.

## Результаты в первенстве и кубках СССР и РСФСР
| Сезон | Лига (уровень в системе лиг) | Место    | И  | В  | Н  | П  | Мячи  | О  | Кубки СССР (1960-67) / РСФСР (1973-75) |
| ----- | ---------------------------- | -------- | -- | -- | -- | -- | ----- | -- | -------------------------------------- |
| 1960  | Класс Б, зона 4 РСФСР (2)    | 12 из 15 | 28 | 7  | 6  | 15 | 25‑45 | 20 | —                                      |
| 1961  | Класс Б, зона 5 РСФСР (2)    | 4 из 13  | 24 | 12 | 6  | 6  | 42‑27 | 30 | финал зоны 5 РСФСР                     |
| 1962  | Класс Б, зона 4 РСФСР (2)    | 12 из 16 | 30 | 8  | 11 | 11 | 36‑51 | 27 | 1/4 финала зоны 4 РСФСР                |
| 1963  | Класс Б, зона 4 РСФСР (3)    | 14 из 16 | 30 | 6  | 9  | 15 | 25‑41 | 21 | 1/4 финала зоны 4 РСФСР                |
| 1964  | Класс Б, зона 5 РСФСР (3)    | 12 из 17 | 32 | 10 | 10 | 12 | 24‑31 | 30 | 1/2 финала зоны 5 РСФСР                |
| 1965  | Класс Б, зона 5 РСФСР (3)    | 9 из 20  | 38 | 14 | 13 | 11 | 51‑38 | 41 | 1/8 финала зоны 5 РСФСР                |
| 1966  | Класс Б, зона 5 РСФСР (3)    | 9 из 17  | 32 | 12 | 9  | 11 | 33‑30 | 33 | 1/4 финала зоны 5 РСФСР                |
| 1967  | Класс Б, зона 5 РСФСР (3)    | 10 из 19 | 36 | 10 | 15 | 11 | 32‑36 | 35 | 1/8 финала зоны 5 РСФСР                |
| 1968  | Класс Б, зона 5 РСФСР (3)    | 8 из 20  | 38 | 14 | 13 | 11 | 27‑41 | 41 | —                                      |
| 1969  | Класс Б, зона 5 РСФСР (3)    | 15 из 17 | 32 | 8  | 9  | 15 | 34‑47 | 25 | —                                      |
| 1970  | Класс Б, зона 3 РСФСР (4)    | 11 из 18 | 34 | 14 | 8  | 12 | 42‑46 | 36 | —                                      |
| 1971  | Вторая лига, зона 5 (3)      | 11 из 18 | 34 | 12 | 8  | 14 | 31‑36 | 32 | —                                      |
| 1972  | Вторая лига, зона 5 (3)      | 15 из 18 | 32 | 6  | 6  | 20 | 26‑58 | 18 | —                                      |
| 1973  | Вторая лига, зона 5 (3)      | 14 из 17 | 32 | 9  | 8  | 15 | 35‑49 | 20 | 1/64 финала                            |
| 1974  | Вторая лига, зона 4 (3)      | 10 из 21 | 40 | 15 | 12 | 13 | 50‑48 | 42 | 1/64 финала                            |
| 1975  | Вторая лига, зона 4 (3)      | 16 из 18 | 32 | 8  | 6  | 18 | 25‑54 | 22 | 1/8 финала                             |

## Достижения
- Чемпион Оренбургской области (4): 1937, 1938, 1939, 1940[2]

## Тренеры
- Литвинов Анатолий Евдокимович (1960—1968)
- Алёшин Олег Григорьевич (1969)
- Дуганов, Григорий Иванович (1970)
- Решитько Владлен Лазаревич (1971)
- Перевозников Виктор Фёдорович (1972, июнь 1974—1975)
- Костин Александр Сергеевич (1973 — июнь 1974)